# The Secret Is Love
A The Secret Is Love (magyarul: A szerelem a titok) egy dal, mely Ausztriát képviselte a 2011-es Eurovíziós Dalfesztiválon. A dalt az osztrák Nadine Beiler adta angol nyelven. Ausztria három kihagyott verseny után tért vissza 2011-ben.
A dal a 2011. február 25-én rendezett osztrák nemzeti döntőben nyerte el az indulás jogát. A döntő két fordulóból állt: az első körben a nézők telefonos szavazatai alapján a tízfős mezőnyből három jutott tovább a szuperdöntőbe, ahol ismét a nézők döntöttek a nyertes kilétéről.
Az Eurovíziós Dalfesztiválon a dalt először a május 12-én rendezett második elődöntőben adták elő, a fellépési sorrendben másodikként, a bosnyák Dino Merlin Love in Rewind című dala után, és a holland 3JS együttes Never Alone című dala előtt. Az elődöntőben 69 ponttal a hetedik helyen végzett a tizenkilenc fős mezőnyben, így továbbjutott a május 14-i döntőbe. Ez volt az első alkalom, hogy Ausztria sikeresen továbbjutott az elődöntőből.
A május 14-i döntőben a fellépési sorrendben tizennyolcadikként adták elő, a román Hotel FM Change című dala után és az azeri Ell és Nikki Running Scared című dala előtt. A szavazás során 64 pontot szerzett, egy országtól, a házigazda Németországtól begyűjtve a maximális 12 pontot. Ez a tizennyolcadik helyet jelentette a huszonöt fős mezőnyben.

## Slágerlistás helyezések
| Slágerlisták (2011) | Lh.* |
| ------------------- | ---- |
| Ausztria            | 9    |

*Lh. = Legjobb helyezés.